# Montenero di Bisaccia
Montenero di Bisaccia es una localidad y comune italiana de la provincia de Campobasso, región de Molise, con 6.762 habitantes.

## Virgen de Bisaccia
En esta localidad se encuentra el Santuario de la Virgen de Bisaccia, donde se realizan festejos cada 16 de mayo. Esta devoción fue llevada al sur de la provincia de Santa Fe (Argentina), donde inmigrantes montenereses continuaron celebrando su día. En Timbúes (localidad) se encuentra una imagen de la Virgen de Bisaccia venerada allí por los montenereses, sus descendientes y la comunidad, desde 1903.

## Evolución demográfica
| Gráfica de evolución demográfica de Montenero di Bisaccia entre 1861 y 2001 |
|                                                                             |
| Fuente ISTAT - elaboración gráfica de Wikipedia                             |